# ژ
‎（波斯語：‎）是波斯-阿拉伯字母中的第14個字母。

## 概要

### 字源
阿拉伯字母‘ز’的变形

### 读音
在現代伊朗波斯語中發音為濁舌叶擦音/ʒ/。

### 字體變化
依據字母在詞語位置的不同，其書寫形式也會有所變化：
| 在词语中的位置：        | 独立 | 尾部 | 中部 | 首部 |
| ----------------------- | ---- | ---- | ---- | ---- |
| 誊抄体： （显示异常？） | ژ‎    | ـژ‎   | ـژ‎   | ژ‎    |
| 波斯体： （显示异常？） | ژ‬    | ـژ‬   | ـژ‬   | ژ‬    |